# 南山亭站
南山亭站（：／ Namsanjeong yeok */?）是釜山地鐵3號線沿線的一座地下車站，位於韓國釜山廣域市北區萬德洞，韓語副站名為「釜山理工大學」（부산폴리텍대학）。

## 車站結構
站體為2面2線側式月台的地下車站，候車月台設有月台幕門，並有5處出口。
| 萬德 ↑ |
| \| 上  |
| ↓ 淑嶝 |

| 月台 | 路線               | 目的地                             |
| ---- | ------------------ | ---------------------------------- |
| 上行 | ●釜山都市铁道3号线 | 美南、蓮山、水營方向               |
| 下行 | ●釜山都市铁道3号线 | 龜浦、江西區廳、體育公園、大渚方向 |

## 歷史
- 2005年11月28日：落成啟用。

## 車站周邊
- 韓國第七理工大學釜山校區（朝鲜语：한국폴리텍VII대학 부산캠퍼스）
- 萬德中學
- 德川抽水站

## 圖片

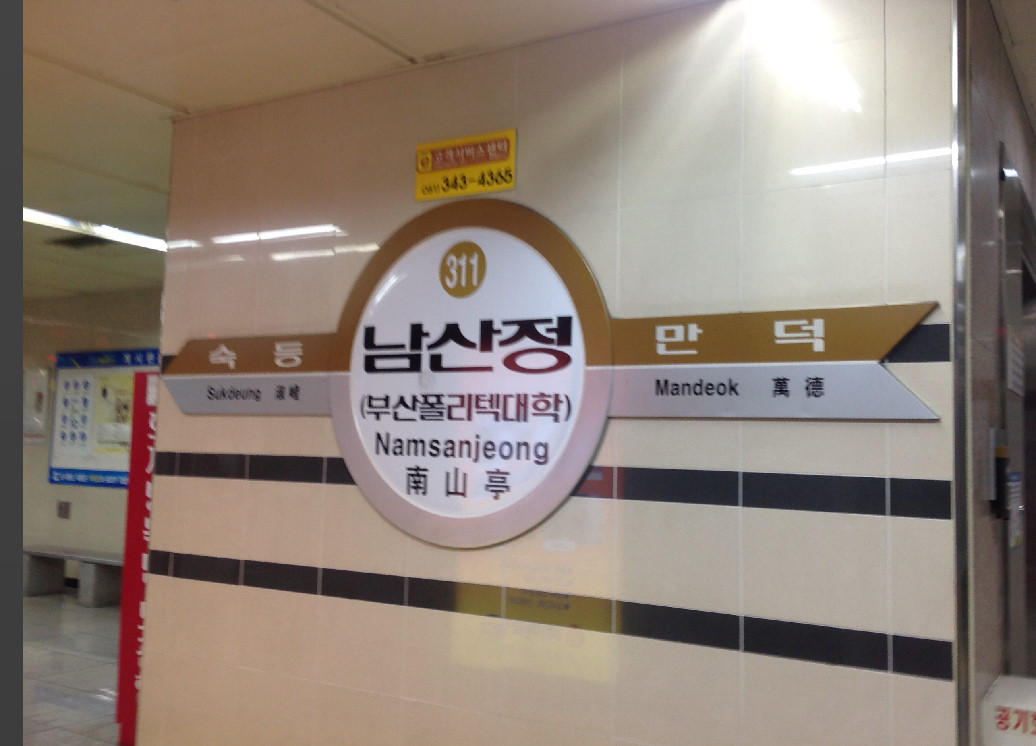
站名牌
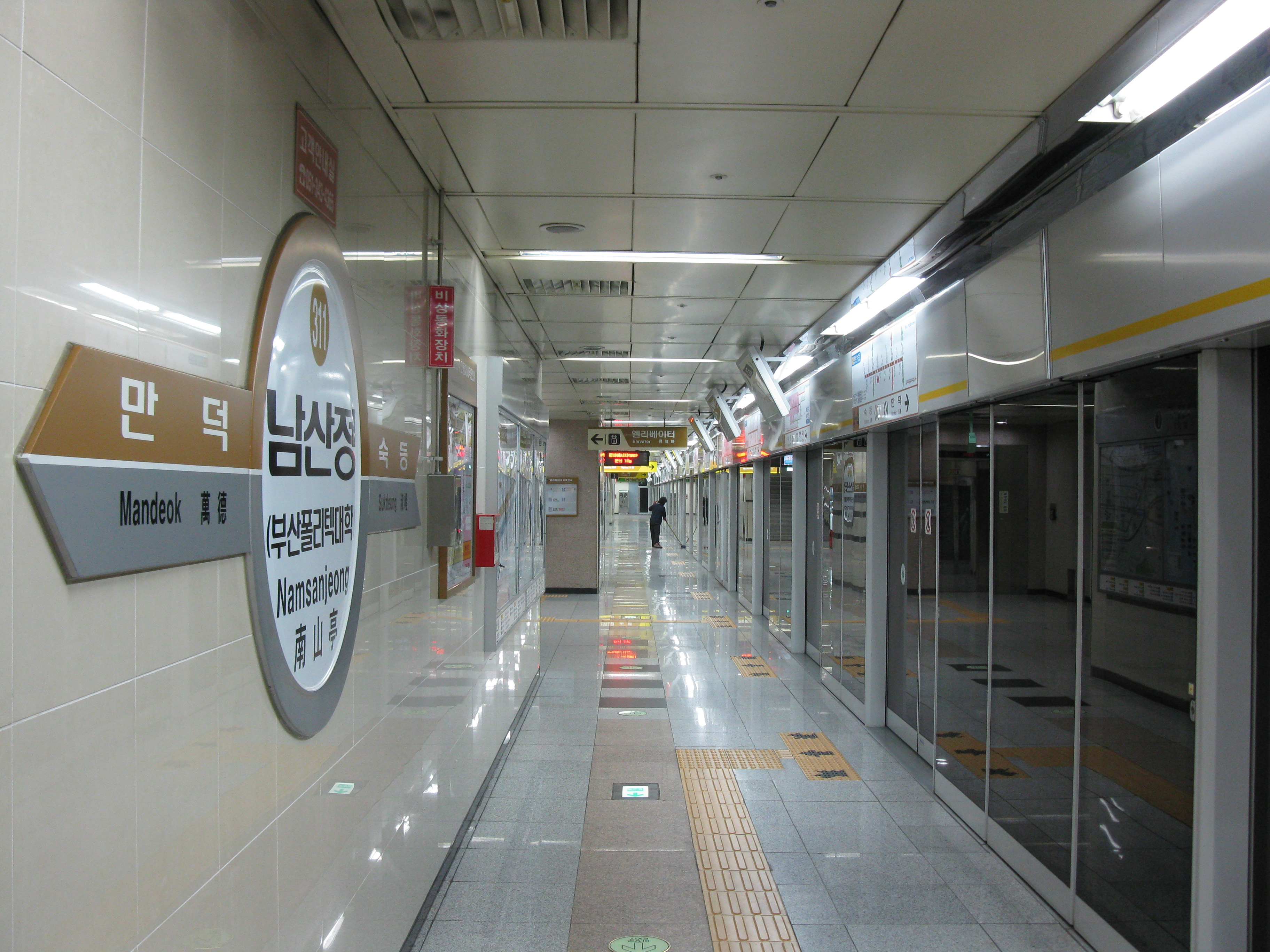
候車月台

## 相鄰車站
釜山交通公社
●釜山都市铁道3号线
萬德（310）－南山亭（311）－淑嶝（312）